# Marmaroxylon ocumarense
Marmaroxylon ocumarense är en ärtväxtart som först beskrevs av Henri François Pittier, och fick sitt nu gällande namn av Maria de Lourdes Rico. Marmaroxylon ocumarense ingår i släktet Marmaroxylon och familjen ärtväxter. Inga underarter finns listade i Catalogue of Life.